# هلموت هونل

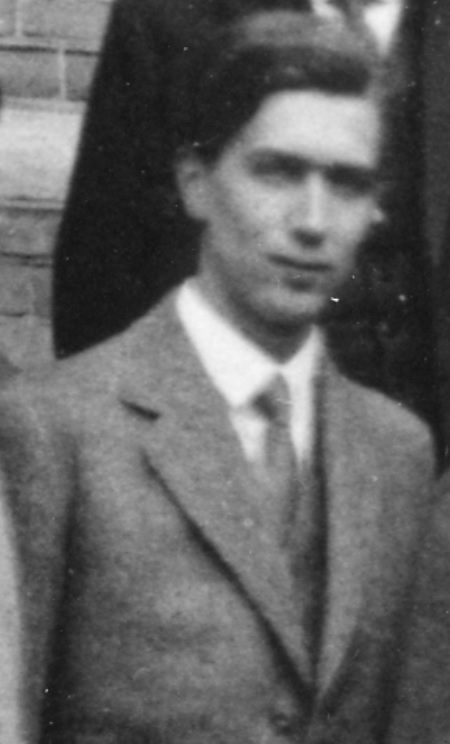
هلموت هونل

هلموت هونل (انگلیسی: Helmut Hönl* ۱۰ فوریه ۱۹۰۳ در مانهایم؛ † ۲۹ مارس ۱۹۸۱ در فرایبورگ) یک فیزیک‌دان نظری آلمانی بود.
هونل از سال ۱۹۲۱ در دانشگاه هایدلبرگ به تحصیل فیزیک پرداخت و همچنین دروس ریاضیات، زمین‌شناسی، کانی‌شناسی و فلسفه را نزد کارل یاسپرس و هاینریش ریکرت آموخت. او سپس به دانشگاه لودویگ ماکسیمیلیان مونیخ رفت و در سال ۱۹۲۶ تحت راهنمایی آرنولد زومرفلد دکترای خود را با عنوان “در مورد مسئله شدت خطوط طیفی” به پایان رساند. او همچنین یک سال در گوتینگن، نزد اساتیدی چون ماکس بورن، تحصیل کرد.
پسادکتری خود را با بورسیه‌ای در دانشگاه اوترخت گذراند و سپس مدتی کوتاه دستیار گوستاو می در فرایبورگ بود. در سال ۱۹۲۹، او به‌عنوان دستیار پل پیتر اوالد در دانشگاه صنعتی اشتوتگارت منصوب شد و در سال ۱۹۳۳ در همانجا مدرک تدریس (هابیلیتاسیون) گرفت و به‌عنوان استاد خصوصی فعالیت کرد. در سال ۱۹۴۰، او به‌عنوان استاد فوق‌العاده در دانشگاه ارلانگن منصوب شد و در سال ۱۹۴۳ به‌عنوان استاد کامل فیزیک نظری در دانشگاه آلبرت لودویگ فرایبورگ مشغول به کار شد. او در سال ۱۹۷۱ بازنشسته شد.
هونل به حوزه‌های مختلفی از جمله فیزیک اتمی، فیزیک حالت جامد، نسبیت عام و کیهان‌شناسی پرداخت. او در نظریه قدیمی کوانتوم، روی شدت خطوط اثر زیمن (هم‌زمان با ساموئل گودسمیت و رالف کرونیگ) کار کرد. در زمینه نسبیت عام، نشان داد که اصل ماخ تنها توسط برخی کلاس‌های خاص از راه‌حل‌های کیهان‌شناختی نظریه گرانش اینشتین برآورده می‌شود.
او همچنین با فریتز لندن (در دهه ۱۹۲۰ در مورد شدت خطوط طیفی)، کارل هنری اکارت و آکیل پاپاپترو (در اشتوتگارت روی نسبیت عام) همکاری داشت. در سال ۱۹۳۸، او به همراه پاپاپترو یک مدل الکترونی (ذره قطب-دو قطبی) ارائه داد که در آن یک الکترون نقطه‌ای روی یک دایره با شعاع Zitterradius هونل، به اندازه \frac {h}{(۴\pi mc)}، با سرعت نور حرکت می‌کند.

او از سال ۱۹۶۱ عضو آکادمی علوم لئوپولدینا بود و از جمله دانشجویان دکترای او می‌توان به هوبرت گونر اشاره کرد.